# 다스코
다스코(Development Advance Solution Co. Ltd.)는 대한민국의 태양광발전 설비 기자재 및 부자재 제작 기업이다. 본사는 전남 화순군 동면 동농공길 26-2에 위치해 있으며 대표이사는 한상원이다. 

## 상장
2004년 8월 2일에 상장하였다

## 참고문헌
1. ↑  다스코, 제주 수망 태양광발전소에 100MW 기자재 공급, 업계 뉴스, 2023년 11월 4일
2. ↑  김성민, 한국IR협의회 기술분석보고서-다스코, 2022년 11월 24일